# Matteo Salvini
 Matteo Salvini  (Milaan, 9 maart 1973) is een Italiaans politicus. Sinds oktober 2022 is hij vicepremier en minister van Infrastructuur en Transport in de Italiaanse regering van premier Giorgia Meloni. Ook is hij lid van de Italiaanse senaat. Eerder was Salvini onder meer minister van Binnenlandse Zaken in het kabinet-Conte I (2018–2019) en Europarlementariër (2004–2006 en 2009–2018).
Salvini staat bekend als een kopstuk van de Lega Nord, een rechtse partij in Noord-Italië waarvan hij in 2013 de partijleider werd. In 2014 begon hij zich echter ook op Centraal- en Zuid-Italië te richten en stichtte hij een zusterpartij, aanvankelijk onder de naam Noi con Salvini (Wij met Salvini) en vanaf 2017 als Lega per Salvini Premier. Hij liet deze uitgroeien tot een landelijke partij die de Lega Nord overschaduwde.

## Jeugd en opleiding
Matteo Salvini werd in 1973 geboren en is opgegroeid in Milaan. Na het behalen van zijn gymnasiumdiploma in 1992 begon Salvini aan een studie geschiedenis aan de Universiteit van Milaan, die hij echter niet afmaakte. Vanaf 1998 was Salvini werkzaam als journalist voor Radio Padania.

## Politieke carrière

### Vroege jaren
De politieke carrière van Salvini begon toen hij in 1990 al lid werd van de jeugdbeweging van de Lega Nord, genaamd Movimento Giovani Padani. Ook werd hij, samen met Marco Reguzzoni, adjunct-secretaris van Lega Lombarda, de afdeling van de Lega Nord in Lombardije. In 1997 was hij kandidaat bij de verkiezingen in Noord-Italië (door de partij ook wel Padanië genoemd) en stond hij op de lijst van de Comunisti Padani (Padaanse communisten). Gedurende de periode van 1993 tot 2012 was hij lid van de gemeenteraad van Milaan.

### Europees Parlement
Bij de Europese Parlementsverkiezingen van 2004 werd Salvini verkozen tot lid van het Europees Parlement voor de Italiaanse regio Noord-West. Hij maakte er deel uit van de niet-fractiegebonden leden. In november 2006 werd hij vervangen door zijn partijgenoot Gian Paolo Gobbo.
In het voorjaar van 2008 nam Salvini deel aan de Italiaanse parlementsverkiezingen, waarbij hij een zetel veroverde in de Kamer van Afgevaardigden. Na ruim een jaar leverde hij die zetel echter weer in toen hij bij de Europese parlementsverkiezingen opnieuw werd verkozen als Europarlementariër. Samen met andere conservatieve en eurosceptische partijen ging Lega Nord deel uitmaken van de fractie Europa van Vrijheid en Democratie.
Na de Europese verkiezingen van 2014, waarbij Salvini herkozen werd, schaarden de Europarlementariërs van de Lega Nord zich weer bij de niet-fractiegebonden leden. In juni 2015 werd echter, mede door Salvini, een nieuwe fractie opgericht: Europa van Naties en Vrijheid (Engels: Europe of Nations and Freedom). Zijn kritiek op onder meer de Europese Unie en immigratie bracht hem op één lijn met onder andere het Franse Front National, het Belgische Vlaams Belang en de Nederlandse Partij voor de Vrijheid.

### Lega Nord
Van 1998 tot 2013 was Salvini de partijsecretaris van de Lega Nord. Na zijn tijd als secretaris werd hij op 7 december 2013 verkozen tot partijleider. Met 82 procent van de ruim 17.000 stemmen versloeg hij de voormalig president en medeoprichter van de partij, Umberto Bossi. De Lega Nord, die in een negatief daglicht kwam te staan door een corruptieschandaal rond Bossi, maakte onder leiding van Salvini belangrijke veranderingen door. Salvini zei vaarwel tegen de afscheidingspolitiek en zorgde ervoor dat het noordelijke separatisme van Bossi plaats moest maken voor het Europees nationalisme. Tegelijk omarmde hij de voormalige tegenstander: het zuiden van Italië.
De samenwerking met onder anderen Marine Le Pen (Front National) en Geert Wilders (PVV) in de vorm van een anti-Europese fractie heeft ervoor gezorgd dat het regionale imago van de Lega Nord werd vervangen door dat van een eurosceptische partij. Dit uitte zich op 28 februari 2015 in een protestbeweging tegen het illegale immigratiebeleid.

#### Zusterpartij
In december 2014 stichtte Salvini op een persconferentie in Rome de partij Noi con Salvini (NcS), een zusterpartij van de Lega Nord. In tegenstelling tot de Lega Nord, die puur gericht was op het noorden van Italië, richtte deze partij zich op Lazio, Zuid-Italië en Sardinië. Hiermee liet Salvini zien niet alleen ambities te hebben voor het noorden, maar voor heel het land. De eurosceptische houding en het tegengaan van illegale immigratie bleven ook bij de NcS belangrijke campagnethema's. Salvini verklaarde de Italiaanse identiteit te willen verdedigen en migrantenproblematiek als een ernstige bedreiging daarvan te zien. Salvini vatte zijn programma samen door duidelijk te propageren met "nee tegen immigratie, nee tegen moskeeën, drastische belastingverlaging". Ook zei hij nee tegen de EU en de euro: "We moeten onze nationale en monetaire soevereiniteit hernemen."
Vanaf december 2017 werd de NcS langzaam verdrongen door de Lega per Salvini Premier, een eveneens door Salvini opgerichte partij die echter niet alleen in het zuiden van Italië, maar door heel het land actief is. Door deze nieuwe landelijke partij, ook wel kortweg Lega genoemd, werd de oorspronkelijke Lega Nord later eveneens overschaduwd.

### Minister van Binnenlandse Zaken
Bij de Italiaanse parlementsverkiezingen van 2018 leidde Salvini zijn partij naar een klinkende verkiezingszege. De Lega won er 109 zetels bij in de Kamer van Afgevaardigden en 39 zetels in de Senaat. Samen met de links-populistische Vijfsterrenbeweging van Luigi Di Maio, die als grootste partij uit de bus was gekomen, werd een coalitieregering gesmeed onder leiding van de onafhankelijke Giuseppe Conte. Het kabinet-Conte I trad aan op 1 juni 2018 en Salvini werd benoemd tot minister van Binnenlandse Zaken en vicepremier. Ook nam hij zitting in de Italiaanse senaat, waarvoor hij zijn zetel in het Europees Parlement opgaf.

#### Israël en Rusland
Op 12 december 2018 bracht Salvini als minister van Binnenlandse Zaken een bezoek aan Israël en had hij een ontmoeting met premier Benjamin Netanyahu. Het bezoek kreeg veel kritiek te verduren, onder meer door zijn standpunten, maar Salvini zei dat "wie vrede steunt, ook Israël moet steunen".
In de Russische president Vladimir Poetin zag Salvini een medestander voor een wit en christelijk Europa. In 2018 zei hij in Moskou dat hij zich "in Rusland thuis voelde en in sommige Europese landen niet." Hij zond van daaruit een Twitterbericht met foto van hem in T-shirt met daarop de beeltenis van Poetin getekend. Als minister van Binnenlandse Zaken sprak hij zich uit tegen Europese sancties tegen Moskou. Na de Russische invasie van Oekraïne in 2022 reisde hij naar de Pools-Oekraïense grens waar hij het aan de stok kreeg met de burgemeester van het stadje Przemysl, die hem zo'n T-shirt gaf en sneerde: "Trek het aan, Poetin-fan, en ga zo naar het vluchtelingenkamp!"

#### Bootvluchtelingen
Salvini voerde een streng beleid ten aanzien van bootvluchtelingen op de Middellandse Zee. Hij verzette zich consequent tegen het opnemen van dergelijke boten in Italiaanse havens, tot woede van hulporganisaties. Salvini werd onder meer aangeklaagd wegens het wekenlang tegenhouden van een reddingsschip in de zomer van 2019. Hij werd daarbij beschuldigd van ontvoering en machtsmisbruik. Zijn proces zou op 23 oktober 2021 van start gaan.

#### Aftreden
Wegens meningsverschillen en oplopende spanningen met premier Conte zegde Salvini in augustus 2019 het vertrouwen in de regering op. Conte bood hierop zijn ontslag aan, waarmee het kabinet ten val kwam. Salvini stuurde aan op nieuwe verkiezingen, in de hoop daarna zelf het premierschap te kunnen claimen, maar Conte wist dit te voorkomen door met de Democratische Partij in zee te gaan en een nieuwe regering te vormen. De Lega belandde hierdoor in de oppositie.
Salvini en zijn partij gaven wel steun aan het kabinet-Draghi, dat van februari 2021 tot oktober 2022 aan de macht was als een regering van nationale eenheid.

### Minister van Infrastructuur en Transport
Op 25 september 2022 vonden in Italië vervroegde parlementsverkiezingen plaats, die gewonnen werden door de rechtse alliantie waar de Lega toe behoort. Onder leiding van Giorgia Meloni (Broeders van Italië) werd een nieuwe regering gesmeed. In het kabinet-Meloni, dat op 22 oktober 2022 aantrad, werd Salvini benoemd tot minister van Infrastructuur en Transport. Ook werd hij opnieuw vicepremier.

## Persoonlijk
Matteo Salvini heeft twee kinderen, een dochter en een zoon.